# 托讷维尔
托讷维尔（法語：Tonneville，法語發音：[tɔnvil]）是法国芒什省的一个旧市镇，属于瑟堡区。2017年，托讷维尔和相邻的其它18个市镇合并为新市镇拉阿格。 

## 地理
托讷维尔（49°38'38"N, 1°42'58"W）面积3.84 平方千米，位于法国诺曼底大区芒什省，该省份为法国西北部沿海省份，西、北、东北三面环大西洋，东起顺时针与卡爾瓦多斯省、奧恩省、马耶讷省和伊勒-维莱讷省接壤。
与托讷维尔接壤的市镇（或旧市镇、城区）包括：凯尔克维尔、埃克德勒维尔-艾讷维尔、弗洛特芒维尔阿格、圣克鲁瓦阿格。

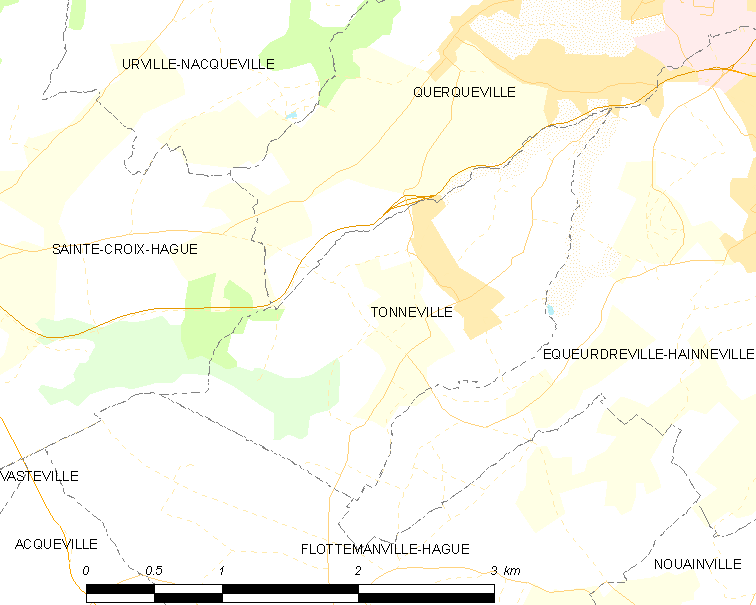
托讷维尔的OSM定位图

托讷维尔的时区为UTC+01:00、UTC+02:00（夏令时）。

## 行政
托讷维尔的邮政编码为50460，INSEE市镇编码为50600。

## 政治
托讷维尔所属的省级选区为拉阿格县。

## 人口

1962-2008年间托讷维尔人口变化图示

托讷维尔于2018年1月1日时的人口数量为604人。